# Hey Bo Diddley
Singles de Bo Diddley
Cops and Robbers
(1956) Say! (Boss Man)
(1957)
Pistes de Bo Diddley
Before You Accuse Me Dearest Darling
Hey! Bo Diddley est une chanson écrite par Ellas McDaniel, dit Bo Diddley, éditée en 1957. C'est son septième single, publié par Checker Records en avril 1957. Il comporte Mona sur sa face B.
La chanson utilise le Diddley beat ou jungle beat qu'il avait popularisé en 1955 avec son premier single Bo Diddley et auquel ce morceau ressemble beaucoup,.

## Enregistrements
Hey! Bo Diddley est enregistré aux studios Chess à Chicago le 8 février 1957, le même jour que Mona. La chanson est produite par Diddley avec Leonard et Phil Chess. Diddley (chant et guitare) est accompagné par Jerome Green (maracas) et Frank Kirkland ou Clifton James (batterie). Les chœurs sont assurés par Peggy Jones and the Flamingos.
La chanson est enregistrée le 5 ou le 6 juillet 1963 à Myrtle Beach, en Caroline du Sud, et publiée sur l'album live de 1964, Bo Diddley's Beach Party. Elle est également interprétée en live avec Ronnie Wood en novembre 1987 lors d'unconcert au Ritz à New York, publié en 1988 sur l'album Live at the Ritz.

## Autres parutions
Hey! Bo Diddley est incluse dans le premier album de Bo Diddlley (Bo Diddley) paru en 1958.
En 1962, Chess Records sort un LP 12" lui aussi intitulé Hey! Bo Diddley, mais sur lequel ne se trouve pas la chanson éponyme. En avril 1963, Pye International sort, uniquement au Royaume-Uni, un EP 7" également intitulé Hey! Bo Diddley. En 1996, Beat Goes On sort une compilation intitulée Hey! Bo Diddley/Bo Diddley, dont le premier titre est Hey! Bo Diddley. La chanson figure également sur plusieurs albums de grands succès, dont 16 All-Time Greatest Hits et His Best.

## Reprises
La chanson Hey! Bo Diddley est enregistrée par de nombreux artistes, parmi lesquels :
- Le Bill Black's Combo en version instrumentale sur son album Movin' (19 mai 1962).
- Ronnie Hawkins en single (1963).
- Grateful Dead en concert avec Bo Diddley et Merl Saunders le 25 mars 1972 à l'Academy of Music à New York — cet enregistrement figure sur Dick's Picks Vol. 30 (2003) — et en mai 1972 avec Saunders au Lyceum Theatre de Londres ; cette version figure sur Steppin' Out with the Grateful Dead: England '72 (2002).
- Charlie Musselwhite sur la compilation Hey Bo Diddley - A Tribute! (2002).
- Jerry Garcia dans un medley avec Hide Away de Freddie King sur All Good Things - Jerry Garcia Studio Sessions (2004).
- Les New York Dolls sur l'album Live From the Bowery, enregistré à New York en 2011.

« Hey! Bo Diddley » est également reprise par The Moody Blues, John Hammond, Kenny Rogers et The Temptations avec le Mary Stokes Band.
Une version, intitulée Pay Bo Diddley, avec de nouvelles paroles signées Gary Nicholson et Wally Wilson, faisant référence aux nombreuses années où Diddley n'a reçu aucune redevance pour son travail, est enregistrée par The Snakes sur leur album Snake (1989). Pay Bo Diddley est interprété également par  Microwave Dave & The Nukes sur l'album Goodnight, Dear (1995), Mike Henderson & The Bluebloods en 1996 sur First Blood et par David Lindley et Wally Ingram sur Twango Bango Deluxe (2000).